# Jur (fiume)
Il fiume Jur (anche chiamato fiume Sue) è un fiume stagionale del Sudan del Sud, situato nella zona sud-ovest e fluisce nella direzione nord-nord est unendosi al fiume Bahr al-Ghazal nelle terre paludose del Sudd.
Il Jur fa parte del bacino del Nilo visto che le acque del fiume Bahr al-Ghazal a sua volta fluiscono in quelle del Nilo bianco. Lo Jur ha corso torrentizio. La sua portata massima può raggiungere i 400 m³/s durante il mese di settembre. Il tratto più a monte del fiume è anche chiamato con il nome di fiume Sue.

## Il percorso del fiume
Il fiume Jur fluisce dallo spartiacque che separa il bacino del fiume Congo dal bacino del fiume Nilo, lungo il confine sudanese con la Repubblica Democratica del Congo e la Repubblica Centrafricana. I principali tributari del fiume Jur sono i fiumi Sue, Busseri, Wau e Numatinna. I tributari si uniscono tutti assieme vicino a Wau la capitale del wilayat sudanese del Bahr al-Ghazal occidentale.
Sotto la città di Wau il fiume Jur piega verso est, ed entra nelle paludi del Sudd. Per la natura paludosa della zona non è chiaro se un fiume confluisca in un altro o se soltanto si unisca alle paludi del Sudd. Alcune fonti citano il fiume Lol come un tributario del fiume Jur e invece altre dicono il contrario. Altre fonti dicono che il fiume Jur si unisce al Bahr al-Ghazal prima del Lago Ambadi e che il Bahr al-Arab vi confluisca più a valle dopo il lago, altre invece dicono che il Bahr al-Ghazal abbia origine dalla confluenza del fiume Jur con il Bahr al-Arab.
Stando a quel che riferisce Mamdouh Shahin i torrenti Lol, Jur, Tonj, Bahr al-Arab insieme ad altri, si perdono nella terra paludosa del Sudd ancor prima di trovare sbocco nel Bahr al-Ghazal.

## Storia
Insieme ad altri gruppi etnici residenti nella zona ci sono anche i Dinca, nella loro lingua la parola "Jur" significa straniero, nel senso di "non-Dinca". Il fiume è stato esplorato da John Petherick tra gli anni 1853 e 1865. Durante il periodo del colonialismo il fiume è stato mappato nel suo corso intero dal Luogotenente A.H. Dyè e altri membri di una missione francese capeggiata da Jean-Baptiste Marchard.